# Blood (película de 2022)
Blood es una película de terror estadounidense de 2022 dirigida por Brad Anderson y escrita por Will Honley. Está protagonizada por Michelle Monaghan y Skeet Ulrich. Se estrenó en el Festival de Cine Americano de Deauville el 5 de septiembre de 2022. Fue lanzada en los cines el 27 de enero de 2023 por Vertical Entertainment.

## Trama
Jess, enfermera que se recupera de una adicción, se muda con su hija Tyler y su hijo pequeño Owen de regreso a su antigua granja después de recuperar la custodia de sus hijos. Tyler y Owen descubren que el lago cercano se ha secado por completo en torno a un árbol muerto, y encuentran un grueso barro negro lleno de cadáveres de animales. El perro de la familia, Pippen, parece a la vez asustado y atraído por el árbol. Algún tiempo después, Pippen corre hacia el bosque. Pippen regresa varios días después, actuando agresivo hacia Owen y con un brillo en los ojos. Cuando Owen lo aborda, el perro le ataca salvajemente, hasta que Jess logra matarlo. Owen es llevado de urgencia al hospital y se pone en coma inducido médicamente. 
Cuando Owen se despierta, se niega a comer, afirmando que la comida huele raro. Cuando Jess lo deja en paz, tiene una convulsión, lo que lleva a los médicos a sospechar que contrajo un patógeno de Pippen. Posteriormente, Jess descubre que Owen bebe sangre directamente de su bolsa intravenosa; Ella se lo quita frenéticamente, pero se sorprende al ver que se recupere milagrosa. Más tarde, Owen le ruega a su madre más sangre, alegando que la necesita. Jess se niega, pero cede después de que la condición de Owen empeore. Ella comienza a robar plasma de su hospital y alimentarlo a Owen en secreto. Owen finalmente es dado de alta para el cuidado del hogar, pero comienza a actuar de manera extraña. 
Él solicita que su sangre esté caliente, y cuando el Hospital de Jess se da cuenta del plasma robado, ella se queda sin suministro. Ella intenta saciar el hambre de Owen con sangre animal, pero encuentra que solo la sangre humana trata sus síntomas. Ella comienza a alimentarle su propia sangre, convirtiéndose gradualmente en anémico, lo que lleva al exesposo de Jess, Patrick, a sospechar que ha reanudado su consumo de drogas. Mientras tanto, Jess ha estado tratando a una mujer con enfermedades terminales, Helen, quien expresa un deseo de morir en lugar de soportar los tratamientos intrusivos que recibe. Cuando es dada de alta, Jess le ofrece un viaje antes de drogarla y secuestrarla. Ella ata a Helen en el sótano y explica que planea usar su sangre para tratar la enfermedad de Owen. La condición de Owen empeora gradualmente, su piel se vuelve más pálida, sus ojos comienzan a brillar en la oscuridad y exige cantidades de sangre más grandes y mayores. Tyler descubre a Helen, pero Jess la convence de mantenerse en silencio. Más tarde, Helen logra escapar, pero le abre el cuello sobre alambre de púas fuera de la propiedad. Owen la encuentra y se alimenta de ella, incluso mostrando agresión hacia su madre cuando intenta detenerlo, para horror de Jess. Tyler comienza a preocuparse por el comportamiento de Owen e investiga el árbol muerto. Allí, escucha susurros que emergen del agujero en la madera. Jess reanuda a alimentar a Owen su propia sangre, pero descubre que su sed es casi insaciable. Patrick llega con los servicios de protección infantil, creyendo que Jess ha estado utilizando nuevamente y descuidando a los niños. Owen, en trance, casi ataca al nuevo hijo pequeño de su padre, pero Tyler lo detiene. 
Al darse cuenta de que su condición está empeorando, Tyler y Owen Bike lejos, mientras que Owen se ve obligado a usar una capucha para protegerse de una sensibilidad repentina a la luz. Tyler intenta dirigirse al árbol para destruirlo, y por extensión lo que sea que le haya hecho a su hermano, pero Owen de repente se vuelve más monstruoso y la ataca. Tyler corre hacia el árbol, y Owen casi se deleita con ella, pero Jess llega en el último momento e interviene. Owen intenta atacar a su madre, y Tyler le dice a su madre que el monstruo ya no es Owen. Jess intenta encontrar una salida, pero Owen, en un momento de lucidez, le dice que haga lo que es justo antes de finalmente sucumbir a su enfermedad. Owen se transforma completamente en un vampiro, y Jess lo ahoga en el grueso barro alrededor del árbol. La muerte de Owen está hecha para parecer un accidente, y Jess pierde la custodia de Tyler. Durante una de sus visitas, Tyler le dice a su madre que nunca dude lo que hizo. Más tarde, Jess arde el árbol muerto. Más tarde durante una noche, Jess tiene un nuevo perro, Jericho, con el que está jugando en el patio delantero de la misma manera que Owen jugó con Pippin. Lanzando la pelota demasiado lejos, Jericho se detiene abruptamente mientras va por la pelota, y parece estar mirando algo invisible, profundamente en el bosque, en la misma dirección de dónde estaba el árbol de su casa.

## Reparto
- Michelle Monaghan como Jess
- Skeet Ulrich como Patrick
- Finlay Wojtak-Hissong como Owen
- June B. Wilde como Helen
- Jennifer Rose Garcia como Candice
- Skylar Morgan Jones como Tyler
- Danika Frederick como Shelly
- Sarah Constible como Dr. Avery
- Erik Athavale como Dr. Forsythe
- Candice Smith como Regina White

## Rodaje
En septiembre de 2020, se anunció que la película estaría dirigida por Brad Anderson y la estrella sería Michelle Monaghan. En octubre de 2020, Skeet Ulrich se unió al elenco. La filmación tuvo lugar del 14 de octubre al 14 de noviembre de 2020, en Winnipeg, Manitoba, Canadá.

## Estreno
En septiembre de 2022, Vertical Entertainment adquirió los derechos de distribución de América del Norte y el Reino Unido de la película. La película se estrenó en el Deauville American Film Festival el 5 de septiembre de 2022. Fue lanzado en los cines el 27 de enero de 2023 y en vídeo bajo demanda el 31 de enero. 

## Recepción
En Rotten Tomatoes, posee un índice de aprobación del 58% basado en 31 revisiones, con una calificación promedio de 6.0/10. El consenso del sitio dice: "La sangre tiene un puñado de sustos sólidos, pero una narración que no coagula realmente hace que este vial medio vacío de horror de vampiro sea difícil de recomendar". En Metacritic, la película tiene una puntuación promedio ponderada de 55 de 100 basados en siete críticos, que indican "revisiones mixtas o promedio". 